# 45 Capricorni
45 Capricorni är en vit underjätte i stjärnbilden Stenbocken.
45 Capricorni har visuell magnitud +5,95 och är synlig för blotta ögat vid god seeing. Den befinner sig på ett avstånd av ungefär 175 ljusår.